# Træsko
Træsko er en type fodtøj, der er fremstillet helt eller delvist i træ. Træsko bruges over hele verden, og selvom udformningen kan variere fra kultur til kultur, så har formen ofte været uændret i flere hundrede år i de enkelte kulturer.
Traditionelle træsko bliver fortsat brugt som sikkerhedssko inden for landbrug og på nogle fabrikker og miner. Selvom træsko nogle gange bliver negativt associeret med billigt og folkloristisk fodtøj for bønder og arbejderklassen, så bliver nogle typer træsko betragtet og båret som modebeklædning i moderne tid, som bl.a. svenske träskor og japanske geta.
I Danmark har man traditionelt fremstillet træsko både helt i træ og med overlæder. Man har normalt brugt ofte elletræ, og i nogle tilfælde påsat jernbeslag under skoen for at forlænge levetiden.

## Historie

### Oprindelse
Oprindelsen for fodtøj i træ er ikke kendt. De Boer-Olij omtaler en høj, tyksålet støvle i Grækenland, som blev brugt af skuespillere i tragedier i Antikken, som kaldes en Koturne. Romerske soldater brugte ligeledes sko med en sål af træ kaldet caliga.
Det er også muligt at keltere og germanere fra Nord- og Sydeuropa kendte til typer af fodtøj, hvor træ blev brugt som sål med et overlæder, men der kendes ingen arkæologiske fund. Ligesom andre brugsgenstande i træ er træsko endt på bålet, når de er gået i stykker. De ældste bevarede stykke fodtøj i træ stammer fra Amsterdam og Rotterdam i Holland, og de er dateret til 1230 og 1280. Fra begge steder ligner de i høj grad traditionelle træsko, som stadig bruges i Holland.
I middelalderen brugte man også såkaldte patiner, der var en oversko med en sål i træ og remme af læder eller stof over foden, til at fastgøre patinen overskoene. Patiner blev båret i stor udstrækning i hele Europa for at beskytte skosålerne mod slid og dårligt vejr. De fandtes i flere forskellige typer, men omtales alle som patiner.
De ældste bevarede stykke fodtøj i træ stammer fra Amsterdam og Rotterdam i Holland, og de er dateret til 1230 og 1280. Fra begge steder ligner de i høj grad traditionelle træsko, som stadig bruges i Holland. Et egentligt gennembrud synes dog først at være sket i 1400-tallet, hvor træsko dukker op i Danmark, Holland og Frankrig.

### Danmark
Fremstilling af træsko var et af de fag, som i Danmark forekom både i købstæder og på landet i tidligere tider, og det har været blandt de foretrukne fodtøj for danskerne i omkring 400 år. Betegnelsen træskomager optræder i danske kilder første gang i anden halvdel af 1400-tallet. Her findes skriftlige kilder på omtale af træsko fra 1481, som omtales som "fynboe træsko". På kalkmalerier på Østfyn ses træsko i et sådant antal, at man ligefrem taler om "træskomaleren". I de følgende århundreder synes træsko at være blevet stadig mere udbredt og have udviklet sig til den mest udbredte fodbeklædning for befolkningen, både i købstæder og på landet. Et gennemgående træk for træskoen i dens videre udvikling synes at være den opadbøjede mere eller mindre spidse snude, måske et modetræk lånt fra den såkaldte "snabelsko". Således er det muligt, at træsko først kom til Fyn, og herefter har spredt sig til resten af landet. I 1496 fremgår det fra vedtægter fra trefoldighedsgildet i Odense, at Kong Hans gav borgmesteren, byrådet og købmændene tilladelse til salg og fremstilling af træsko i byen. I artikel 29 fremgår det, at den der vil sælge tømmer, lerkar, træsko, salt og ølkar skal gøre det på torvet ved navn Flakhaven.
I 1580 indstifter historikeren Cornilius Hamsfort et legat, hvor renterne af legatet skulle gå til indkøb af træsko til fattige skoleelever i Odense Skole.
I 1808 strandede skotten James McDonald ved Lønstrup i Nordjylland og havde således et ophold i Danmark, som han benyttede til at rejse rundt i Jylland. Under dette ophold bemærkede han også brugen af træsko og skriver herom blandt andet: "Det almindelige svar på alle mine indvendiger var: de er varme og billige. Med hensyn til varme har jeg af egen erfaring lært, at denne egenskab ikke er oprindelig men kun virkningen af den store anstrengelse at bære dem. ...Man kan for en stor del tillægge dem skylden for den almindelige langsommelighed, der spores i alle dette folks foretagender. Var jeg konge i Danmark, ville jeg lægge en stor skat på dem og uddele præmier for læder garvet med barken af de træer, der bliver så skammeligt ødelagte til fabrikation af træsko."
På landet var træskomageriet især udbredt i de østjyske skovegne, der gav gode muligheder for udøvelsen af dette håndværk, ikke mindst i Skanderborg Amt, hvor især sognene Them, Ry, Linå, Alling og Tulstrup havde et stort antal træskomagere, men betydelig antal forekom tillige i Låsby, Dover, Venge, Bryrup, Vinding, Sønder Vissing, Voerladegård, Østbirk og Yding Sogne. Det er opgjort, at mere end 1.400 personer levede af træskofremstilling i Skanderborg Amt.
I 1745 blev der fra Aarhus udskibet træsko til en samlet værdi af 4.550 rigsdaler.
| Herred           | Træsko- fremstillere | Hustruer og børn |
| ---------------- | -------------------- | ---------------- |
| Hjelmslev Herred | 48                   | 118              |
| Gjern Herred     | 109                  | 203              |
| Tyrsting Herred  | 106                  | 207              |
| Vrads Herred     | 142                  | 237              |
| Voer Herred      | 50                   | 111              |
| Nim Herred       | 18                   | 54               |
| I alt            | 473                  | 930              |

kilde: Schythe, s. 704
Udviklingen afspejlede sig også i organiseringen af fremstillingen af træsko. J.C. Schythe gav i 1843 følgende skildring: "Træskomagerne kunne henføres til følgende 3 Classer. 1) Huusmænd, som arbeide paa egen Haand. De kjøbe Træet ved Skovauctionerne, almindeligviis paa Rooden, de besørge det selv fældet og sønderskaaret; Grenene og Toptræet anvendes til mindre Træarbeider og til Trækul, Stammen derimod til Træskoe, men mange kjøbe ogsaa allerede fældet Gavntræ, de saakaldte "Kjævler", ɔ: store skære Stykker af Stammen, som strax ere tjenlige til Udkløvning. De forhandle selv de færdige Varer enten directe til Forbrugerne eller til Mellemmænd, og drage saaledes selv den hele Fordeel af deres Virksomhed. Til denne classe kunne ogsaa henregnes endeel Gaardmænd og mindre Avlsbrugere, som kjøbe deres Træ, og forarbeide det deels selv, deels ved deres Tjenestefolk. .. 2) Huusmænd, der arbeide for Andre, men dog i deres egen Hjem og paa egen Kost. De ere for fattige til selv at kunne staae i Forskud med indkjøbt Træ; de erholde da det Fornødne af mere velhavende Gaardmænd, som enten selv eie Skov eller have Raad til at kjøbe Træ af Andre. Forarbeidningen skeer hjemme i deres Huus, enten saagodtsom uafbrudt af andre Beskjæftigelser, eller kun i den Tid, der levnes dem fra andre Arbeider, som betales bedre eller strax efter Præstationen. De færdige Varer forhandles af Gaardmanden, som enten giver Huusmanden Halvdelen af Indtægten for hans Umage og beholder selv den anden Halvdel for det tillagte Træ, og denne Accord kaldes da i Kunstsproget "at arbeide tilhalvs" - eller ogsaa, skønt sjeldnere, betaler Huusmanden 5 Mk. for hver Snees Par, han leverer færdig. 3) De saakaldte træskokarle, en talrig Classe af ugifte Bønderknøse, som tage tjeneste hos de skoveiende Gaardmænd mod Kost og Løn."
En opgørelse foretaget i forbindelse med folketællingen i 1840 over antallet af træskomagere på de daværende amter giver følgende fordeling:
| Amt           | Antal | Amt         | Antal |
| ------------- | ----- | ----------- | ----- |
| København     | 64    | Skanderborg | 445   |
| Frederiksborg | 35    | Århus       | 141   |
| Holbæk        | 122   | Randers     | 145   |
| Sorø          | 105   | Ålborg      | 152   |
| Præstø        | 184   | Hjørring    | 110   |
| Bornholm      | 48    | Thisted     | 4     |
| Maribo        | 111   | Viborg      | 128   |
| Svendborg     | 246   | Ringkøbing  | 6     |
| Odense        | 301   | Ribe        | 40    |
| Vejle         | 215   | I alt       | 2.602 |

kilde: Bergsøe, s. 331
De egentlige træskomagere havde 192 hjælpere (heraf 138 i Jylland), men foruden disse faste udøvere af faget var der mange husmænd, der havde træskomageri som binæring. Den omfattende produktion især i Østjylland blev opkøbt af træskohandlere, som lod dem fragte til deres kunder rundt om i landet, herunder København.
I anden halvdel af 1800-tallet skete der en bymæssig udvikling på landet, og træskomagerne fandt også vej til de nye stationsbyer og vejbyer:
| By        | 1870 | 1890 | 1921 |
| --------- | ---- | ---- | ---- |
| Jyderup   | 2    | 5    | 3    |
| Mørkøv    | 3    | 5    | 2    |
| Knabstrup | -    | -    | -    |
| Regstrup  | -    | -    | -    |
| Års       | -    | -    | 1    |
| Ålestrup  | -    | -    | -    |
| Gedsted   | -    | -    | 1    |
| Østrup    | -    | -    | -    |

kilde: Fink, s. 74 og 141
Træskomagernes fremgang i de nye byer var kortvarig og konjunkturbetinget: tidligere havde fremstillingen af træsko mange steder været en binæring, og omkring århundredeskiftet blev sådanne binæringer afløst af nogle få egentlige håndværksvirksomheder i byerne. Men i takt med den fremadskridende industrialisering kunne træskomagerne kun overleve ved at omdanne deres værksteder helt eller delvist til butikker, og dermed indtrådte en skærpet konkurrence fra skohandlere i almindelighed, der relativt let kunne udvide deres varesortiment med fabriksfremstillede træsko, ligesom også læderfodtøj vandt frem.  Det var kun bebyggelser af en vis størrelse, der kunne skaffe kundegrundlag for en træskomager.

### Hertugdømmerne
I Hertugdømmerne var antallet af træskomagere i 1840 blot 125 med 5 medhjælpere. Heraf boede 55 af 62 i Hertugdømmet Slesvig og 29 af 60 i Hertugdømmet Holsten i købstæderne. I Hertugdømmet Slevig var tallene følgende: Ærøskøbing 1, Egernførde 4, Flensborg 5, Slesvig 9, Sønderborg 4, Kappel 4, Højer 2, Marstal 4, Nordborg 4, Wyk 1. I Hertugdømmet Holsten var tallene følgende: Altona 15, Glückstadt 1, Itzehoe 2, Oldenburg 1, Oldesloe 1, Segeberg 2, Bramstedt 3, Meldorf 1, Preetz 4, Wandsbeck 1, og i Hertugdømmet Lauenburg: Mölln 2.

### Sverige
Fremstilling af træsko forekom især i den sydlige del af Sverige, både som husflid og i fabrikker, især i Jönköpings län og Kronobergs län. I 1898 fandtes i alt 15 træskofabriker med samlet 276 ansatte. En kendt producent af træsko ligger i Vollsjö i Skåne, og skoene har efter lokaliteten fået navnet Vollsjötoffeln. I Karlskoga ligger Karlskoga Trätoffelfabrik, som har produceret træsko og trætøfler siden 1921.

### Norge
I Norge findes en træskofabrik i Moi og Sellevåg Treskofabrikk i Gulen kommune.

### Holland
Bemalede træsko i ét stykke associeres særligt med Holland, og denne type træsko er blevet et symbol på landet i samme grad som vindmølle og tulipaner er det. Forskellige typer træsko sælges i stort omfang som souvenirs til turister, og i alt sælges deres over 3-6 millioner par træsko om året i Holland, selvom en del af dette tal også dækker over salg til bl.a. bønder og gartnere.

### Storbritannien
Ligesom i resten af Europa er træsko blevet båret af særligt landbefolkningen i flere hundrede år. I dag findes kun firmaet Walkley's i Hebden Bridge, West Yorkshire, som stadig masseproducerer træsko. De bruger bøgetræ, da det er mere stabilt og nemmere at arbejde med i stor skala end bl.a. ahorn og elletræ.
Træskoen havde sin storhedstid mellem 1840'erne og 1920'erne, hvor de særligt blev forbundet med Lancashire, men de blev båret over hele landet. Ifølge en medarbejder på Walkley's så var træsko mere almindelige i det sydlige England end i Nordengland. Det var særligt på fiske- og frugtmarkederne i London og i minerne i Kent, at de blev brugt. I 1885 brugte man træskoene til at identificere mindst to mænd, der var omkommet under en ulykke i kulminen Clifton Hall Colliery, fordi det var den eneste måde man kunne identificere dem på.
Maud's Clog Sole Factory, der senere blev til Walkley's, fremstillede 862.164 par træsko i 1911, hvilket var forøget til 1.211.268 par i 1943. I 1971 var antallet dog faldet til blot 120.600 par. Træskoene blev i højere og højere grad erstattet af fodtøj med stål, da de særligt i metalindustrien kunne bliver brugt op til fire par træsko på en dag, fordi de kunne brænde.

### Tyskland
I Tyskland blev og bruges træsko hovedsageligt i den nordlige halvdel af landet, især fra Nordrhein-Westfalen til den danske grænse. Her udviklede træskomageri sig til et håndværk, der også blev også drevet industrielt. I Westfalen kaldes de treskoene Holsken eller Holschen. I Niederrhein bliver de, ligesom i Holland, kaldt Klompen, og i Ruhr-området kaldes de Klotzschen. Det ældste kendte billede af træsko i Tyskland findes på en altertavle fra 1400-tallet i Propsteikirche i Dortmund, udført af Derick Baegert.
Klumper fra Münsterland og Holschen fra Westfalen har læderbeklædning over vristen kaldet en Liär. I Niederrhien og i Eifel bliver de fremstillet med et læderbånd. Ved grænsen til Holland bliver de tyske træske udført i nogenlunde samme udformning som de hollandske. I Rur-området ved Niederrhin er de halvåbne og har en udtalt stump snude og har en læderrem over vristen, og de svarer i formen meget til hollandske Tripklompen. I området ved den danske grænse blev træsko længe fremstillet med pigge under sålerne.
Træsko blev båret indtil 1950'erne, særligt inden for landbruget og i visse arbejder, såsom tørveskæring. I digekonstruktion bruges de stadig i Holland som optimale sikkerhedssko. I Westfalen bliver holschen fortsat brugt ved havearbejde. Træsko anvendes også inden for metallurgi og støbning som sikkerhedssko, men de bliver i stigende grad erstattet af sikkerhedssko med metalsnude. Derudover bruges træsko også Westphalia er Holschen også i nuet stadig glade for at blive båret under havearbejde. Træsko blev brugt i metallurgi og i støberier til arbejdstøj , men blev i stigende grad forskudt af tåsko i stål. Derudover bruges træsko stadig af mange karnevalklubber og dansegrupper som standardfodtøj.

#### Træsko til heste
Indtil 1800-tallet fandtes der også træsko til heste i lavlandet i Nordtyskland kaldet "Pferdetrippe". Skoen blev fremstillet så hestene fik en større trædeflade, således at hovene ikke sank ned i den mudrede jord. De brede såler blev gjort fast med en læderrem. Skoene var halvrunde bagpå, og havde en hævet kant foran og på siden, således at de passede omkring hesteskoen.

#### Skikke og traditioner
Træsko har tidligere været og er fortsat forbundet med traditioner og skikke i nogle områder. Op til 1890 var det en tradition i Herne, Westfalen, at bruden ved et bryllup skulle bære særlige træsko fremstillet til formålet. Efter midnat dansede brude og brudgommen træskodans.
Hvert femte år afholdes der et traditionelt træskoløb i Stutensee Staffort i Baden.
I Neukirchen-Vluyn på den vestlige siden af Niederrhein i området Kreis Wesel bliver der hvert år afholdt Klompenball  (træskobal) på anden pinsedag. Her udnævnes en Klompenkönig (træskokonge), der derefter overtager "regeringen" indtil næste træskobal året efter.

## Bøjning af foden
Da træsko er fremstillet i træ, som er hårdt, så kan sålen i træsko ikke bøjes, som sko med gummi- eller lædersåler. For at kunne lade foden rulle ved gang, er spidsen af træsko skåret, så den går skråt opad. Nogle typer træsko har små "fødder" at stå på, som de spanske albarca, der ligeledes giver plads på den forreste del af skoen, til at foden kan rulle. Japanske og indiske træsko kan også have "tænder" eller meget høje "ben", således at bæreren af skoen kan rulle foden fremover ved bevægelse. Nogle middelalderlige patiner var delt i to stykker, der var sammensat med en stykke læder, således at forfoden var i ét stykke, og den bagerste del af foden var i et andet stykke træ, for at give fleksibilitet i sålen.
- Kohyrde iført tykke uldne sokker og sorte sko i træsko som oversko.
- Børn iført træsko, hvor en del af overdelen er i læder for at give elasticitet.
- Træskoen ruller over spidsen ved gang.
- Geta roterer over tåspidsen, når vægten lægges fremad i skoen.
- Nogle Geta har kun én tand at stå på, hvilket giver større mulighed for at rulle foden.
- Middelalderlige patiner med hængsling i form af et stykke læder, der giver fleksibilitet i sålen.

## Typer
Trefor Owen, der er en traditionel walisisk træskomager, identificerede tre typer af træsko: hele træsko, sko med træsåler og oversko. 
- Træ oversko bliver fremstillet ved at udhule et helt stykke træ for at fremstille en hel sko i ét stykke beståen af både sål og overstykke. Der kan være to varianter af denne type:
  - Helfods-træsko, hvor overdelen af træ dækker hele foden til nær anklen, som bl.a. tæller de traditionelle nederlandske klomp. Denne type giver nok beskyttelse, så de kan bruges som sikkerhedssko uden yderligere forstærkninger.[47][48][c]
  - Halvåbne træsko, hvor overdelen af træ dækker tæerne eller et stykke op af foden, disse tæller bl.a. italienske zoccolo og belgiske sabot. Overdelen over foden minder om overlæderet på en hofsko i udformning. Halvåbne træsko kan have yderligere dække eller tropper for at gøre dem fast på skoen, som enten kan være i stof eller læder.
- Sko med træsåler, hvor der kun bruges træ til sålen. Denne type træsko kan have meget forskellige typer overdele:
  - Hele overstykket kan være fremstillet i læder eller lignende materiale, som bl.a. engelske træsko. Hvis de skal give bedre beskyttelse kan de have en forstærkning af stål i tåkappen, eller der kan være stålforstækninger på undersiden af sålerne.
  - Åbne sandaler med træsåler. Disse omfatter bl.a. de japanske geta.
  - Åbne tåsko. Disse omfatter de indiske paduka
- Oversko er såler i træ med stropper, der er beregnet til at bære oven på andre typer fodtøj for at give beskyttelse, og kaldes patiner.[9] Patiner blev brugt igennem hele middelalderen og op til moderne tid, men bruges ikke mere. En afart, kaldet galocher, bruges dog over hele verden i moderne tid.

Disse tre overordnede typer er ikke fastlåste, der nogle oversko kan ligne helfods-træsko mere end oversko, som bl.a. de spansk albarca, mens andre sko hvor sålerne er af træ og hævede for at beskytte andet fodtøj på samme måde som oversko gør, som japanske geta.
Typen af overdel afgør, hvordan træskoen bliver båret. En helfods-træsko skal sidde meget fast, og det kan være nødvendigt at krumme tæerne sammen for at holde på dem. Træsko, hvor kun sålen er af træ, kan sidde fast med spænder og stropper, der er fastgjort på træsålen, og de kan således være mere behagelige at bære. Halvåbne træsko kan enten sidde fast som en helfods-træsko eller have en ekstra strop over eller bag ved foden. Nogle sandaltyper, og særligt de åbne tåsko, bliver båret mere som klipklapper og skoen fastgørelse til foden afhænger af et greb mellem storetåen og den næste tå.

## Fremstilling
Da træsko bliver fremstillet i hånden er formen på skoene, samt produktionsprocessen i høj grad påvirket af de lokale og regionale tradition, og der er stor forskel i udformningen og fremstillingsmetoden. I begyndelsen af 1900-tallet blev maskinfremstillede træsko introduceret. Efter anden verdenskrig er træsko i stort omfang forsvundet som almindelig fodtøj, da de i høj grad er blevet erstattet med maskinfremstillede alternativer i syntetiske materiale som bl.a. gummi og latex, samt sko helt fremstillet i læder. I moderne tid bliver svenske træsko med læder på overdelen dog stadig brugt, navnlig som kvindelig modebeklædning i form af højhælede støvler. I flere områder i Europa bliver træsko fortsat fremstillet og i nogle regioner er der stadig en del, som bliver beskæftiget ved fremstilling af denne type fodtøj.
Træsko helt i træ fremstilles normalt i ét stykke, og gerne af hårdt træ, som ikke splintrer for meget. I visse tilfælde blev foretrukket elletræ, fordi denne træsort er lettere end fx træsko af bøgetræ. Samtidig skulle el være godt til at suge fugt og holde fødderne tørre. Ask er den bedste type træ at lave træsko til dans ud af, da det både er ledt og fleksibelt. Det er dog kun egnet til når der danses tørre steder, da asketræ nemt mister styrken, når det bliver vådt. Bøgetræ er meget hårdt, og derfor svært at arbejde i, når man bruger håndværktøj, og samtidigt er det meget tungt, hvilket betyder skoene kan være besværlige at gå i.
Fremstillingen skete med udgangspunkt i en trækævle. Denne kunne opsaves i 4 stykker til 2 par træsko. Disse blev dannede ved først en grov tilhugning med økse. Derefter blev de kilet fast i en såkaldt hulestol. Her blev udboringen af fodhullet foretaget ved hjælp af et navbor og træskojern af varierende udformning. Efterfølgende blev træskoen placeret i snittebænken, hvor den fik sit endelige ydre udseende. Træsko blev lavet af frisk træ og skulle efter færdiggørelse først tørres og dernæst røges i en åben skorsten. A.F. Bergsøe opgjorde i 1840, at de mest kyndige træskomagere kunne fremstille 5-6 par træsko om dagen, men enkelte kunne nå op på 20 par.
Omkring år 1900 nåede den såkaldte franske træsko Danmark med fodsål af træ men overdel af læder. Den ældste variant havde både sål og hæl af træ, men senere fulgte kaptræskoen, hvor både overdel og hæl var lavet af læder. Dette fik stor betydning for fremstillingsprocessen, idet den nye træsko lod sig fremstille ved maskinkraft, og der opstod en lang række træskofabrikker i begyndelsen af 1900-tallet i Danmark. Fremstillingen skete ved hjælp af en maskindrevet automatisk fræsemaskine, kopimaskinen, der kunne fremstille træskobunde i ønsket form og størrelse i store antal. Processen fremstillede imidlertid kun en grov udformning af træskoen. Den endelige tilpasning med finpudsning af træbundene samt udskæringen og påførelsen af læder var fortsat håndarbejde, så træskomagerne udviklede sig derved til tøffelmagere, der omdannede et halvfabrikata til det færdige produkt. Den nye udvikling var imidlertid længe om at slå igennem, idet mange fortsat foretrak den "gamle" type træsko, og fremstillingen af disse holdt sig - omend i stadigt aftagende antal - helt frem til omkring 1940.

## Som modegenstand
I 1970'erne og 1980'ene blev svenske træsko en populær modebeklædning for begge køn. De blev normalt båret uden sokker, og blev ofte brugt af avantgarde personer. Blandt berømtheder, som bar træsko, var Joni Mitchell, Carole King, Carly Simon, Eva Marie Saint, Melissa Gilbert og Jaclyn Smith.
I 1980'erne og 1990'erne vendte de svenske træsko tilbage som modegenstand til kvinder. Ofte blev disse træsko lavet med en sål der var op mod 15 cm høj, og de blev båret af kvinder i Vesten. Den tykke sål blev ofte lavet i kork, selvom nogle også blev lavet med plastik, der blev dækket af kork.
I 2007 præsenterede de nederlandske designere Viktor & Rolf en højhælet nederlandsk træsko på catwalken i deres vinterkollektion. I 2008 var der fremvist træsko under Copenhagen Fashio Week i august. I 2010 vendte svenske træsko til kvinder tilbage i både Chanels og Louis Vuittons forårskollektioner. I 2017 fremvist firmaet Designers Remix træsko på catwalken under Copenhagen Fashion Week i august, I 2018 havde modehusene Gucci, Dior og Isabel Marant alle træsko med i deres kollektioner, ligesom den danske modedesigner Emilie Helmstadt havde alle sine modeller til at bære træsko uden hæl under et modeshow på Nationalmuseet under Copenhagen Fashion Week i august dette år.

## I populærkultur

### Mundheld
På dansk bruges fortsat udtrykket "at stille træskoene" når nogen dør.

### Dans
Træsko bruges i flere forskellige typer dans, heriblandt nederlandsk klompendans (træskodans). En vigtig del af disse typer danse er at træskoen skal lave en lyd, når den rammer jorden. Dette er også en af de grundlæggende ting ved stepdans, men her har skoene nogle metalplader på fodsålen, som kan bevæge sig frit, og de giver en anden lyd end træsko. Tidlige udgaver af stepsko havde også træsåler.

### Scenekunst
I 1789 havde balletten La fille mal gardée præmiere. Den blev koreograferet af Jean Dauberval, og i den indgår en træskodans. Melodien til denne dans blev i 2015 brugt i en reklame for chokolademærket Quality Street i Storbritannien.
I operaen Zar und Zimmermann fra 1837 af den tyske komponist Albert Lortzing indgår træsko.

### Museer
Internationaal Klompenmuseum i Eelde, Holland er et træskomuseum, der udstiller træsko, træskomagerværktøj og maskiner til at fremstille træsko. Museet har verdens største samling af træsko og træfodtøj.
I LWL-Freilichtmuseum Hagen – Westfälisches Landesmuseum für Handwerk und Technik (LWL Frilandsmuseum - Westfalens museum for Håndværk og Teknik) rummer et komplet værksted med værktøj og lignende til traditionelt træskomageri. I perioder bliver håndværket demonstreret.
Hamaland-Museum i Vereden, Münsterland nær grænsen til Holland har forskellige værktøj og andre redskaber til træskofremstilling.
Preetzer Holzschuhmuseum blev åbnet i Preetz i det nordlige Tyskland den 18. maj 2008. Ud over fremstillingsprocessen præsenteres også historien om byens træsko.
I Steinau, Niedersachsen, vises historien og fremstillingen af træsko i Land Hadeln i "Holzschuhmacherhaus" (Skomagerhuset).
I Danmark findes Buerup Træskomuseum i Jyderup. I Gammel Rye Mølle, der er en del af Skanderborg Museum, er der indrettet et træskoværksted, hvilket skete i 1991. I Gammel Rye har man tidligere produceret træsko i meget stort omfang, og i 1800-tallet blev der fremstillet 186.000 træsko i området.
Derudover findes der flere andre museer rundt om i verden, som rummer træsko og/eller redskaber til træskofremstilling. Disse tæller bl.a. Bata Shoe Museum i Canada, Bai Mi Wooden Clog Village i Taiwan og Clitheroe Castle Museum i Lancashire, Storbritannien.

## Galleri
Nedenfor er et galleri over forskellige typer træsko. Som med mange andre folkminde-genstande, så er grænserne for deres oprindelige regionale, og de følger derfor ikke nødvendigvis altid moderne landegrænser. I nogle tilfælde findes der derfor flere typer træsko i samme land, og der er også eksempler på en bestemt træsko findes i flere lande. Eksempelvis minder træsko fra Danmark, Tyskland, Holland, Belgien og Nordvestfrankrig meget om hinanden.

### Traditionelle europæiske træsko
- Belgiske sabots fra Belgien
- Træsko fra Danmark
- Sabot fra Frankrig
- Holzschuh fra Tyskland
- Træsko ved Nordsøkysten. Træsko er vandtætte.
- Zoccolo fra Italien
- Klumpės fra Litauen
- Klomp fra Holland
- Tamanco fra Portugal
- Cantabrian albarcas fra Spanien
- Träskor fra Sverige
- Zoggeli fra Schweiz
- Engelske træsko fra Storbritannien
- Verden største træsko i ét stykke træ Enter, Holland

### Traditionelle asiatiske træsko
- Tai-Ping-støvler fra Kina
- Paduka fra Indien
- Bakiak fra Indonesien
- Geta fra Japan
- Okobo fra Japan
- Namaksin fra Korea
- Terompah fra Malaysia
- Bakya fra Filippinerne
- Takunya fra Tyrkiet